# Всеобщая федерация непальских профсоюзов
Всеобщая федерация непальских профсоюзов (ВФНП; англ. The General Federation of Nepalese Trade Unions, GEFONT; непальск. नेपाल ट्रेड यूनियन महासंघ) — один из крупнейших профцентров Непала, объединяющий 20 национальных федераций профсоюзов. Политически связана с Коммунистической партией Непала (Объединенной марксистско-ленинской). Как и две других ведущих профсоюзные конфедерации страны — связанный с Непальским конгрессом Непальский конгресс профсоюзов и связанная с Коммунистической партией Непала (Маоистский центр) Всенепальская федерация профсоюзов — состоит в Международной конфедерации профсоюзов. ВФНП провозглашает своей целью «Социализм для достойного рабочего класса и процветающей жизни».

## История
Профсоюзы существовали в Непале с тех пор, как в 1946 году был сформирован Всенепальский конгресс профсоюзов, но по-настоящему смогли обрести влияние только после падения династии Рана в 1951 году; к тому же, краткосрочное движение к демократии было вскоре прервано королевским переворотом 1960 года.
Сама Всеобщая федерация непальских профсоюзов была основана 20 июля 1989 четырьмя профсоюзными объединениями прокоммунистического толка: Непальский независимый рабочий союз (NIWU), Независимая ассоциация транспортных рабочих Непала (ITWAN), Независимый союз работников гостиниц Непала (NIHWU) и Ассоциация треккинговых рабочих Непала (TWAN).
На момент своего основания федерация функционировала как профсоюзное крыло тогдашней подпольной Коммунистической партии Непала (марксистско-ленинской). Когда КПН (МЛ) впоследствии объединилась с Коммунистической партией Непала (марксистской) и образовала КПН (ОМЛ), к ВФНП присоединился профсоюз КПН(М) — Непальский профсоюзный центр.
Федерация сыграла активную роль в народном движении за демократизацию (Джана Андолан) 1990 года. Законом от 1992 года профсоюзы были законодательно легализованы и смогли выйти из подполья. К 1996 году только ВФНП и связанный с Непальским конгрессом Непальский конгресс профсоюзов смогли выполнить все требования закона, чтобы быть признанными национальными конфедерациями. Отношения между двумя профсоюзными конфедерациями оставались напряжёнными из-за политического противоборства «материнских партий», однако откол от НКП новой Демократической конфедерации непальских профсоюзов заставил профцентры пойти на диалог.
14 марта 1998 после раскола КПН (ОМЛ) от ВФНП также откололась небольшая фракция, создавшая Независимую конфедерацию непальских профсоюзов (ICONT) как аффилированную с восстановленной КПН (МЛ).
ВФНП поддержала Народное движение 2006 года (Локтантра Андолан), и после падения абсолютистского режима её члены избирались в представительские органы. Так, четыре представителя федерации были избраны на первых выборах в Учредительное собрание (Конституционную ассамблею) 2008 года и трое — на следующих выборах 2013 года.
ВФНП сильна в среде сельскохозяйственных рабочих, работников текстильной отрасли, транспорта, туризма и сферы обслуживания в целом. Включает 20 отраслевых профсоюзов. Численность — 387 418 членов.
Действует женский комитет ВФНП, провозглашающий целью улучшение прав женщин на рабочем месте в Непале. Был также создан молодёжный комитет ВФНП, чтобы привлечь в профсоюзное руководство больше молодёжи.